# Vefa Tanır
Vefa Tanır né en 1927 à Ilgın (Konya) et mort le 10 mars 2023 à Ankara, est un homme politique turc.
Diplômé de la faculté de médecine de l'Université d'Istanbul. Il est médecin et psychiatre. Conseiller au première ministre. Membre du parti républicain du peuple (1961-1967), du parti de la confiance (1967-1973), du parti républicain de la confiance (1973-1980) et du parti de la juste voie (1983-1996), député de Konya (1961-1977 et 1987-1995), ministre de la santé et des aides sociales (1973-1974 et 1977), ministre des travaux publics (1974-1975), ministre des forêts (1991-1993) et ministre de la défense (1995-1996), vice-président du groupe parlementaire de parti de la juste voie (1987-1991) et vice-président de la Grande Assemblée nationale de Turquie (1993-1995). Conseiller principal du président de la République Süleyman Demirel (1996-2000).